# Clemente Domínguez y Gómez
Clemente Domínguez y Gómez (23. května 1946 Sevilla – 22. března 2005) byl zakladatel a vůdčí osobnost společnosti Orden de los Carmelitas de la Santa Faz. Byl prohlášen stoupenci hnutí El Palmar de Troya za papeže Řehoře XVII. a on sám prohlašoval, že je pravým papežem (a ne Jan Pavel II.), že mu dal pomazání sám Bůh po smrti papeže Pavla VI. v roce 1978. Podle jeho názoru Vatikán řídil satan a on sám měl být ďáblem ukřižován na začátku apokalyptického věku. Jeho nástupci v úřadu papeže palmarské církve se postupně stali Petr II., Řehoř XVIII. a Petr III.